# Гурбанов, Мамед Гурбан оглы
Гурбанов Мамед Гурбан оглы (азерб. Məmməd Qurban oğlu Qurbanov; 31 декабря 1911, Алдара, Кавказское наместничество — 21 декабря 1979, Баку) — азербайджанский государственный деятель. Министр культуры Азербайджанской ССР (1955—1960, 1963—1965). Председатель комитета по кинематографии при Совете Министров Азербайджанской ССР (1969—1979).

## Биография
Родился 31 декабря 1911 года селе Алдере Зангезурского уезда Елизаветпольской губернии.
В 1919 году семья переехала в Аджикабул. Отец работал на железнодорожном транспорте в Аджикабуле и Гяндже.
Окончил фабрично-заводскую школу (Баку). Начал работать слесарем в паровозном депо Гянджи. Обучался в рабочей железнодорожной школе Тбилиси (1929—1932), Бакинском техникуме промышленности (1930—1935).  
С 1936 года — председатель Кировобадского городского комитета физкультуры и спорта. Заведующий отделом народного образования (Кировобад). Секретарь городского комитета комсомола. 
С 1940 года являлся редактором газеты «Большевик Кировобада».
С 1941 года — первый секретарь Варташенского райкома партии. Инструктор. Ответорганизатор. Зам. заведующего оргинструкторским отделом ЦК КП Азербайджанской ССР.
В 1949 году окончил Высшую партийную школу. 
Заведующий отделом Гянджинского обкома партии.
Первый секретарь Бакинского городского комитета партии (1954—1955). 
Являлся председателем комитета радиоинформации при Совете Министров Азербайджанской ССР (1951—1952).
В 1955 году назначен заместителем министра культуры Азербайджанской ССР.
Министр культуры Азербайджанской ССР (26 марта 1955 — 15 марта 1960, 22 октября 1963 — 24 июня 1965). 
Председатель комитета по кинематографии при Совете Министров Азербайджанской ССР (1969—1979). 
Член КПСС с 1930 года. Член ЦК Коммунистической партии Азербайджанской ССР.
Член ревизионной комиссии Коммунистической партии Азербайджанской ССР.
Являлся депутатом Верховного Совета Азербайджанской ССР 4, 5, 8 созывов от Кючакендского избирательного округа №322.
Скончался 21 декабря 1979 года. Похоронен на II Аллее почётного захоронения (Баку).

## Награды
- Орден Трудового Красного Знамени (1959)
- Орден «Знак Почёта» (25.02.1946, 1971)
- Почётная грамота Президиума Верховного Совета Азербайджанской ССР (23.12.1976)[1]